# Caxias (Oeiras)
Caxias is een plaats en freguesia in de Portugese gemeente Oeiras in het district Lissabon. In 2001 was het inwonertal 8.694 op een oppervlakte van 3,41 km². Caxais heeft sinds 1997 de status van Vila en heeft een spoorwegstation aan de Linha de Cascais.